# Wolfe Mays
Pour les articles homonymes, voir Mays.
Wolfe Mays, né en 1912 et mort le 21 janvier 2005 est un philosophe et professeur d'université britannique.

## Biographie
Wolfe Mays est un philosophe britannique, fondateur de la Société britannique de phénoménologie (British Society for Phenomenology) et rédacteur en chef de son journal. Il est notamment connu pour ses efforts pour introduire la phénoménologie en Angleterre. 
Il a enseigné à l'université de Manchester de 1946 jusqu'à sa retraite en 1979.
Parmi ses élèves figurent Kevin Mulligan, Peter Simons et Barry Smith.